# 멕시코의 국가

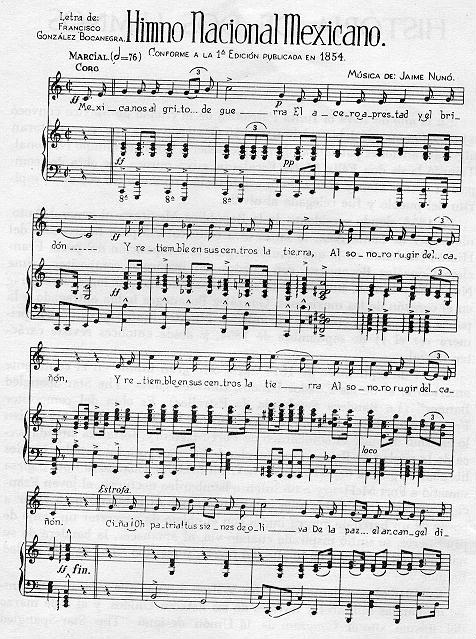
멕시코 국가 악보 페이지 1

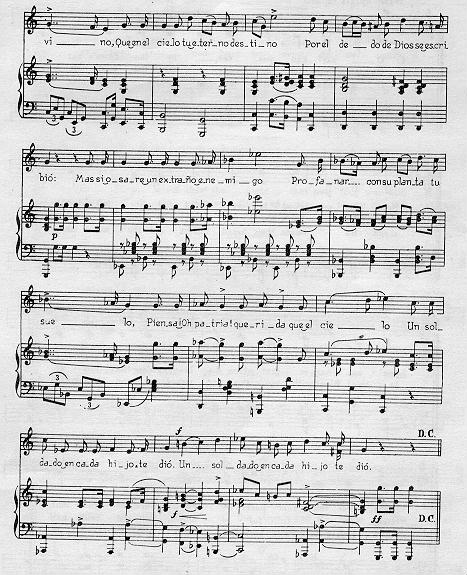
멕시코 국가 악보 페이지 2

멕시코의 국가는 '조국에 평화를(스페인어: Ciña ¡Oh Patria! Tus sienes de oliva)'이다. 1943년 대통령이었던 마누엘 아빌라 카마초에 의해 공식화되었다. 프란시스코 곤살레스 보카네그라가 작사, 하이메 누노 로카가 작곡하였다.

## 역사

### 가사 대회

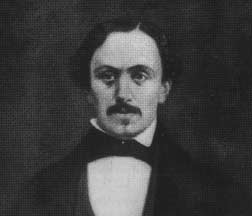
프란시스코 곤살레스 보카네그라

1853년 11월 12일 대통령 안토니오 로페스 데 산타 안나가 멕시코 국가를 만들기 위해 대회를 개최했다. 그 대회에서 우승한 자에게 선물을 주겠다고 약속했다. 유명한 시인이었던 프란시스코 곤살레스 보카네그라는 대회에 참가하였으나, 관심 대상으로 뽑히지 않았다. 그는 국가의 가사를 쓰는데 완전히 다른 기술을 이용했다고 주장했다. 약혼녀였던 과달루페 곤잘레스 델 피노이는 그녀를 괴롭히는 사람들의 말을 끝까지 거부하였고, 결국 불쾌감을 주기만 했다. 결국 그들은 그녀를 사칭한 다음, 보카네그라를 부모님 방이 한적한 어느 날 그를 그곳에 가둔다. 하지만 그가 갇혀있는 동안, 그는 그곳을 비유한 수많은 그림들을 그렸고, 멕시코 역사에서 유래한 것들도 그렸다. 4시간 후 그는 석방되었고, 그가 쓴 시는 결국 대회에서 승리, 상을 받게 된다. 1854년 2월 3일 시상식이 열렸다.

### 음악 콩쿠르

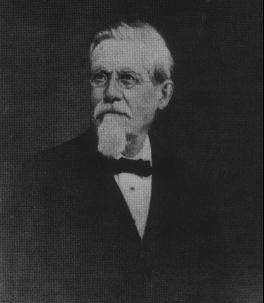
하이메 누노 로카

음악계에서 승리한 후안 보테시니는 미학을 싫어했다. 이는 두 번째 대회를 여는 계기가 되었다. 마지막에는 곤잘레스의 가사를 선택했다. 음악은 스페인 출신의 작곡가인 하이메 누노 로카에 의해 작곡되었다. 그 당시 누노 로카는 멕시코 군사 밴드 그룹의 지도자였다. 그는 쿠바에서 만난 적이 있는 대통령 산타 안나를 직접 초대했다. 첫 공연이 시작되자, 산타 안나는 멕시코의 국가를 만드는 방법을 가르쳐 주었다. 그 후 제출된 음악 중 하느님과 자유는 1854년 8월 12일 채택되어 상을 받게 된다. 공식적으로 채택된 것은 독립 기념일인 9월 6일, 후안 보테시니에 의해 처음으로 연주되었다.

## 스페인어가사
후렴
Mexicanos, al grito de guerra
el acero aprestad y el bridón,
y retiemble en sus centros la tierra
al sonoro rugir del cañón.
y retiemble en sus centros la tierra,
al sonoro rugir del cañón.
1절
Ciña ¡Oh Patria! Tus sienes de oliva
de la paz el arcángel divino,
que en el cielo tu eterno destino
por el dedo de Dios se escribió.
Mas si osare un extraño enemigo
profanar con su planta tu suelo,
piensa, ¡Oh, Patria querida!, que el cielo
un soldado en cada hijo te dió.
2절
En sangrientos combates los viste
por tu amor palpitando sus senos,
arrostrar la metralla serenos,
y la muerte o la gloria buscar.
Si el recuerdo de antiguas hazañas,
de tus hijos inflama la mente,
los laureles del triunfo, tu frente,
volverán inmortales a ornar.
3절
Como al golpe del rayo la encina
se derrumba hasta el hondo torrente
la discordia vencida, impotente,
a los pies del arcángel cayó.
Ya no más de tus hijos la sangre
se derrame en contienda de hermanos;
sólo encuentre el acero en tus manos
quien tu nombre sagrado insultó.
4절
Del guerrero inmortal de Zempoala
te defiende la espada terrible,
y sostiene su brazo invencible
tu sagrado pendón tricolor.
Él será del feliz mexicano
en la paz y en la guerra el caudillo
porque él supo sus armas de brillo
circundar en los campos de honor.
5절
¡Guerra, guerra sin tregua al que intente
de la patria manchar los blasones!
¡Guerra, guerra! Los patrios pendones
en las olas de sangre empapad.
¡Guerra, guerra! En el monte, en el valle,
los cañones horrísonos truenen
y los ecos sonoros resuenen
con las voces de ¡Unión! ¡Libertad!
6절
Antes, Patria, que inermes tus hijos
bajo el yugo su cuello dobleguen,
tus campiñas con sangre se rieguen,
sobre sangre se estampe su pie.
Y tus templos, palacios y torres
se derrumben con hórrido estruendo,
y sus ruinas existan diciendo:
de mil héroes la patria aquí fue.
7절
Si a la lid contra hueste enemiga
nos convoca la trompa guerrera,
de Iturbide la sacra bandera
¡Mexicanos! valientes seguid.
Y a los fieros bridones les sirvan
las vencidas enseñas de alfombra:
los laureles del triunfo den sombra
a la frente del bravo adalid.
8절
Vuelva altivo a los patrios hogares
el guerrero a contar su victoria,
ostentando las palmas de gloria
que supiera en la lid conquistar.
Tornáranse sus lauros sangrientos
en guirnaldas de mirtos y rosas,
que el amor de las hijas y esposas
también sabe a los bravos premiar.
9절
Y el que al golpe de ardiente metralla
de la Patria en las aras sucumba
obtendrá en recompensa una tumba
donde brille de gloria la luz.
Y de Iguala la enseña querida
a su espada sangrienta enlazada,
de laurel inmortal coronada,
formará de su fosa la cruz.
10절
¡Patria! ¡Patria! Tus hijos te juran
exhalar en tus aras su aliento,
si el clarín con su bélico acento
los convoca a lidiar con valor.
¡Para tí las guirnaldas de oliva!
¡Un recuerdo para ellos de gloria!
¡Un laurel para ti de victoria!
¡Un sepulcro para ellos de honor!

## 한국어해석
후렴
멕시코인들이여, 전쟁의 외침을 들어라,
검과 고삐로 무장하라.
대포의 강렬한 포효로부터
대지를 흔들리게 하라.
대포의 강렬한 포효로부터
대지를 흔들리게 하라.
1절
성스러운 천사처럼 고귀한 그대의 얼굴,
오! 조국이여, 평화의 올리브가지와 함께하리,
천국에 계신 하느님의 손으로
그대의 영원한 운명을 썼도다.
하지만 외적들이 만약에
그들이 감히 그대의 땅을 무엄하게 짓밟을 때,
사랑하는 조국이 깨닫고, 하늘이 그대를 구원하리라
그대의 아들들은 각자 전사로 성장하리.
2절
피비린내 나는 전투에서 본 그들,
당신을 위해 사랑은, 나의 가슴을 치고
파편이 고요한 얼굴은
죽음 혹은 영광으로.
과거 일의 추억이라면
당신의 아들의 마음을 불태웠으니,
승리의 월계수는 이마에,
왕관과 불멸의 삶을.
3절
번개가 떡갈나무에 충돌했다네.
깊은 격류에 붕괴
불화는 무력으로, 물리로,
천사의 산기슭에 떨어졌도다.
아니, 네 딸의 피를
형제 간의 싸움으로 붓고,
오직 당신의 손에 철강이 발생했으니,
당신의 거룩한 이름을 누가 모욕하는가?
4절
죽지 않는 불멸의 칼이여,
셈포알라의 군인들은 너를 지지했네
그는 천하무적의 팔을 떠받치고
너의 삼색기를 신성하게 보았다네.
그는 평화와 전쟁을 위해
즐거운 멕시코인들의 지도자가 되었으니,
왜냐하면 그는 자신의 무기들을 둘러쌌고
명예의 땅에 빛을 발했기 때문이지.
5절
전쟁이여, 전쟁이여, 그가 말하던 휴전이 없이는
조국의 기술을 더럽혔다네.
전쟁이여, 전쟁이여, 녹아 없어진 조국의 깃발이여,
그대는 피로 된 파도라네.
전쟁이여, 전쟁이여, 산과 계곡이여,
무서운 대포소리여,
굉장히 큰 메아리가 울려 퍼지네.
통일이 우네! 자유를 위하여!
6절
조국이여, 무장하지 않은 네 아들이여,
멍에의 밑으로 그의 목을 꺾으리라!
네 시골에 피를 쏟을 것이라네,
그 피는 네 발자국일 것이니.
그리고 너의 사원, 궁전, 탑은
끔찍한 천둥 소리와 함께 떨어질 것이라네.
그들은 멸망 후 다음과 같이 말할 것이니,
"이는 1000명의 영웅들의 조국이라네." 라고,
7절
적의 주인이 다시 발버둥치면
전사의 트럼펫이 부네,
이트루비데의 무서운 깃발이여,
멕시코인들이여, 용감하게 따르라.
충실한 말과의 전쟁은,
카펫 깔린 국기를 정복할 것이라네.
승리의 월계관을 흔들거라,
용감한 선장 머리 위에.
8절
병사들은 자랑스럽게 자신의 집으로 돌아갔네
그의 영광을.
영광의 손바닥을 흔들거라
그를 싸움에서 붙잡을 것이다.
그의 피가 묻은 월계관을 흔들어라
협죽도와 장미로 만든 화환을,
딸들과 부인들의 사랑은
용감한 상을 받으리라!
9절
그는 누구를 - 꺾여진 타고 있는 유산탄 -
모국의 제단 위에서 떨어진,
그가 무덤을 손에 넣는다면
영광의 빛은 어디로?
사랑하는 나의 깃발, 이구알라여,
끈으로 맨 그의 칼이여,
왕관을 쓴 불멸의 월계수여,
그는 묘에 십자가를 그릴 것이라네.
10절
조국이여, 조국이여, 아들에게 맹세하리!
제단 위에서 호흡하랴.
좋은 음을 가진 클라리온이여,
용기를 위해 발버둥치는 그대를 부르리.
너의 올리브화환을 위해서!
영광의 기억을 위해서!
승리의 월계수를 위해서!
명예의 묘를 위해서!